# Sergi Cabañas
Sergi Cabañas Pegado (Barcelona, 1996. február 10. –) világ- és Európa-bajnoki ezüstérmes és Európa-kupa bronzérmes spanyol válogatott vízilabdázó, a Sabadell bekkje.

### Eredmények

#### Válogatottal

##### Spanyolország
- világbajnokság: 
  - aranyérmes: 2022, 2025
  - ezüstérmes: 2019
  - bronzérmes: 2023
- Európa-bajnokság: 
  - ezüstérmes: Barcelona, 2018
  - bronzérmes: Split, 2022
- Európa-kupa: 
  - bronzérmes: Zágráb, 2019